# جندالاقصی
جندالاقصی گروه شورشی اسلام‌گرای مخالف حکومت اسد در جنگ داخلی سوریه بود. این گروه توسط ابوعبدالعزیز القطری تشکیل شده بود و ابتدا با نام سرایاة القدس و به عنوان یکی از زیرشاخه‌های جبهة النصره فعالیت می‌کرد اما به دلیل اختلافاتی که با النصره پیدا کرد از آن جدا شد.
در سال ۲۰۱۴ بیشتر اعضای این گروه از عرب‌های غیرسوری بودند و در اواخر همان سال پیوستن اعضای گروه‌های دیگر به آن باعث شده بود تا خود را به عنوان یکی از گروه‌های مهم در جنگ داخلی سوریه مطرح کند.
جندالاقصی از اعضای ائتلاف جیش الفتح بود که در اوایل سال ۲۰۱۵ پیروزی‌های چشمگیری در استان ادلب به دست آورده بود و همچنین در پیمان مهاجرین و انصار عضویت داشت.
در اوت ۲۰۱۵ منابع اپوزیسیون سوریه گزارش دادند که حداقل ۵۰ نفر از جنگجویان جند الاقصی با ۲۵ خودرو مسلح به ضدهوایی از ادلب به رقه رفته و با ابوبکر بغدادی بیعت کرده‌اند.

## خروج از جیش الفتح
جندالاقصی یکی از هفت گروه عضو ائتلاف جیش الفتح در اکتبر ۲۰۱۵ از این ائتلاف خارج شد. این گروه سه دلیل را برای جدایی خود اعلام کرد:
۱. فشار گروه‌های دیگر به خصوص از طرف احرار الشام برای جنگ با سازمان داعش

۲. موافقت گروه‌های دیگر با سیاست‌های استفان دی میستورا نماینده سازمان ملل و قبول قوانینی که مخالف شریعت اسلام هستند.
۳. درخواست گروه‌های دیگر از ترکیه برای دخالت نظامی
جند الاقصی در این بیانیه اعلام کرد که هیچوقت با سازمان داعش نمی‌جنگد مگر اینکه آنها به مناطقی که این گروه در آن قرار دارد حمله کنند و خواستار اعلان جنگ به روسیه و آمریکا شده و از داعش و گروه‌های سلفی خواسته تا اختلافات خود را با هم کنار بگذارند.